# 59-й гвардейский штурмовой авиационный полк
59-й гвардейский штурмовой авиационный Барановичский Краснознамённый ордена Суворова полк — авиационная воинская часть ВВС РККА штурмовой авиации в Великой Отечественной войне.

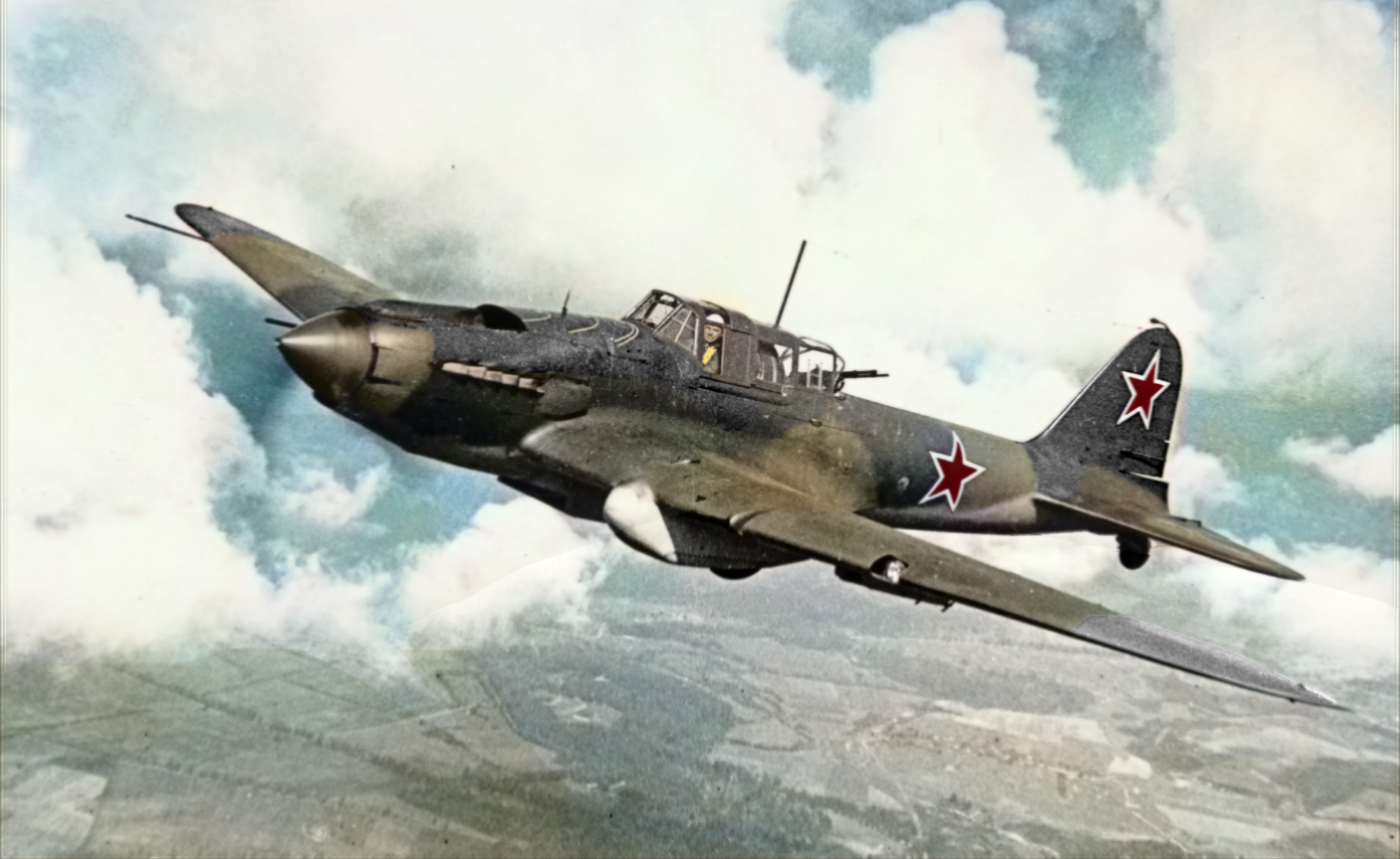
На вооружение полка самолёт Ил-2 поступил в начале июня 1941 года.

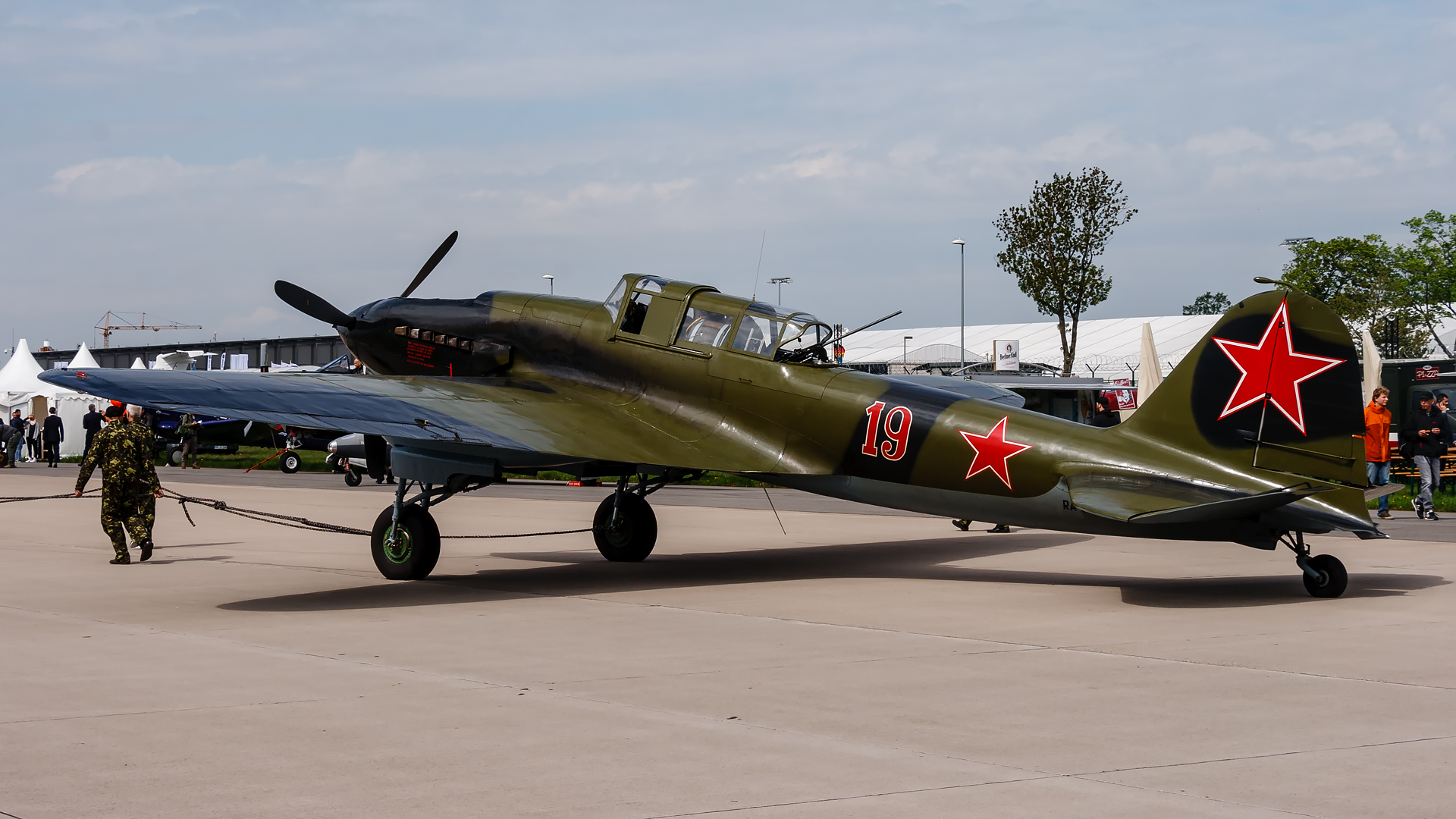
Конструкторы называли разработанный ими штурмовик Ил-2 «летающим танком», пилоты-истребители люфтваффе прозвали его «бетонным самолётом» (нем. Betonflugzeug), солдаты вермахта называли его «чумой» (нем. Schwarzer Tod, дословно: «чёрная смерть»).

## Наименование полка
В различные годы своего существования полк имел наименования:
- 688-й легко-бомбардировочный авиационный полк[1];
- 688-й штурмовой авиационный полк[1];
- 59-й гвардейский штурмовой авиационный полк (08.02.1943 г.)[1];
- 59-й гвардейский штурмовой авиационный Краснознамённый полк (02.09.1943 г.)[1];
- 59-й гвардейский штурмовой авиационный Барановичский Краснознамённый полк (27.07.1944 г.)[1];
- 59-й гвардейский штурмовой авиационный Барановичский Краснознамённый, ордена Суворова полк (26.04.1945 г.)[1];
- 725-й гвардейский штурмовой авиационный Барановичский Краснознамённый, ордена Суворова полк (20.02.1949 г.)[1];
- 725-й гвардейский истребительный авиационный Барановичский Краснознамённый, ордена Суворова полк ПВО (01.08.1956 г.)[1];
- 393-й гвардейский истребительный авиационный Барановичский Краснознамённый, ордена Суворова полк ПВО (01.10.1956 г.)[1];
- 209-й гвардейский истребительный авиационный Барановичский Краснознамённый, ордена Суворова полк (1992)[2]
- 3-й гвардейский истребительный авиационный Барановичский Краснознамённый, ордена Суворова полк (2001)[2]
- Войсковая часть (Полевая почта) 42066[1];
- Войсковая часть (Полевая почта) 13685 (с 08.1956 г.)[1].

## История и боевой путь полка
За показанные образцы мужества и героизма 688-й штурмовой авиационный полк Приказом НКО № 63 от 8 февраля 1943 года удостоен гвардейского звания и переименован в 59-й гвардейский штурмовой авиационный полк. За показанные образцы мужества и героизма под Сталинградом 228-я штурмовая авиационная дивизия Приказом НКО СССР 18 марта 1943 года переименована во 2-ю гвардейскую штурмовую авиационную дивизию.
После разгрома окруженной группировки противника под Сталинградом полк в составе дивизии был пополнен материальной частью и личным составом и прибыл на Центральный фронт на Курский аэроузел. С 14 марта 1943 года полк в составе дивизии наносил удары по живой силе и технике перед войсками Центрального фронта, на железнодорожных перегонах Галуновка — Змиевка — Куракино — Комаричи — Орёл, авиацию на аэроузлах Орла. В составе дивизии полк в июле и августе 1943 года принимал участие в оборонительном сражении под Курском и в Орловской наступательной операции с аэродрома Данков. В августе полк принимал участие в Севско-Глуховской операции (Черниговско-Припятской наступательной операции), базируясь на Дмитровско-Льговском аэроузле. За проявленную отвагу полк Указом Президиума Верховного Совета СССР от 2 сентября 1943 года награждён орденом «Красного Знамени».
В январе и феврале 1944 года полк участвовал в Калинковичско-Мозырской и Рогачёвско-Жлобинской наступательных операциях. В Белорусской наступательной операции полк выполнял задачи авиационной поддержки войск 1-го Белорусского фронта в ходе прорыва сильно укрепленной обороны противника на бобруйском направлении и разгроме его окружённой группировки в районе Бобруйска. В последующем успешно наносил удары по противнику при освобождении войсками фронта городов Жлобин, Слуцк, Барановичи, Брест, Люблин, Демблин, Луков (Лукув) и Седлец (Седльце). За овладение городом Барановичи и Барановичским укреплённым районом 27 июля 1944 года полку присвоено почётное наименование «Барановичский».
В Варшавско-Познанской наступательной операции полк поддерживал соединения 8-й гвардейской и 61-й армий при прорыве оборонительных рубежей противника и при овладении городом и крепостью Познань. За образцовое выполнение заданий командования в боях с немецкими захватчиками при овладении городами Ратенов, Шпандау, Потсдам и проявленные при этом доблесть и мужество 28 мая 1945 года полк награждён орденом «Суворова III степени». Боевой путь полк завершил в Берлинской наступательной операции.
В составе действующей армии полк находился с 8 февраля 1943 года по 9 мая 1945 года.

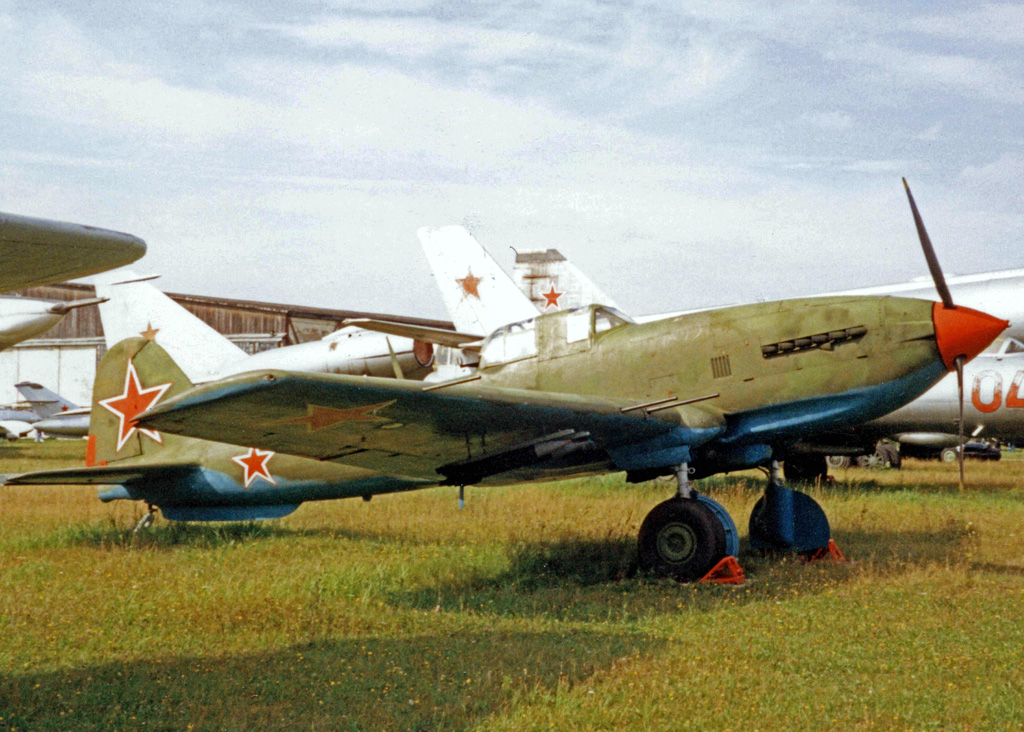
На вооружение полка самолёт Ил-10 начал поступать в 1945 году. На фото Ил-10М в Центральном музее ВВС РФ, Монино.

В феврале 1945 года после проведения Варшавско-Познанской наступательной операции полк начал перевооружение на Ил-10. С аэродрома Косино полк перелетел на аэродром Грюнталь в 35 км от Берлина, оттуда и вел последние бои. Из Грюнталя полк перебазирован на аэродром Финов.

### Послевоенный период
После войны полк в составе дивизии выполнял задачи по охране западных рубежей в составе Группы советских оккупационных войск в Германии. В связи сокращением ВВС в апреле 1947 года расформирован 78-й гвардейский штурмовой авиационный Волжский Краснознамённый полк, часть личного состава полка прибыла на укомплектование полка.
В феврале 1949 года в соответствии с решением Верховного Главнокомандующего дивизия и её полки были переименованы. Дивизия стала именоваться 114-я гвардейская штурмовая авиационная Черниговско-Речицкая ордена Ленина Краснознамённая ордена Суворова дивизия, а полк стал именоваться 725-й гвардейский штурмовой авиационный Барановичский Краснознамённый ордена Суворова полк.
В связи с сокращением штурмовой авиации летом 1956 года полки дивизии были перевооружены на самолёты МиГ-15 и дивизия была передана в состав войск ПВО страны с перебазированием на аэродром Сталино (Донецк). Дивизия была переименована и стала именоваться 161-я гвардейская истребительная авиационная Черниговско-Речицкая ордена Ленина Краснознамённая ордена Суворова дивизия ПВО, а полк стал именоваться 725-й гвардейский истребительный авиационный Барановичский Краснознамённый ордена Суворова полк ПВО. В октябре 1956 года в связи с реформацией системы ПВО страны дивизия была расформирована в составе Киевской армии ПВО вместе с полками. 725-й гвардейский истребительный авиационный Барановичский Краснознамённый ордена Суворова полк ПВО был объединён с 393-м истребительным авиационным полком ПВО, получив наименование 393-й гвардейский истребительный авиационный Барановичский Краснознамённый ордена Суворова полк ПВО, после чего был перебазирован на аэродром Приволжский Астраханской области.

## Командиры полка
- капитан, майор Константин Васильевич Яровой, в должности с 20 октября 1941 по 18 сентября 1942 года. Был сбит в районе Сталинграда, попал в плен, освобожден в 1945 году.
- капитан, майор, гвардии подполковник Максим Гаврилович Скляров, в должности с 19 сентября 1942 года

## В составе соединений и объединений
| Дата          | Фронт (округ)                                   | Армия                | Корпус                            | Дивизия                                                  | Примечания |
| ------------- | ----------------------------------------------- | -------------------- | --------------------------------- | -------------------------------------------------------- | ---------- |
| 18.03.1943 г. | Центральный фронт                               | 16-я воздушная армия |                                   | 2-я гвардейская штурмовая авиационная дивизия            |            |
| 20.10.1943 г. | Белорусский фронт                               | 16-я воздушная армия |                                   | 2-я гвардейская штурмовая авиационная дивизия            |            |
| 24.02.1944 г. | 1-й Белорусский фронт                           | 16-я воздушная армия |                                   | 2-я гвардейская штурмовая авиационная дивизия            |            |
| 05.04.1944 г. | Белорусский фронт                               | 16-я воздушная армия |                                   | 2-я гвардейская штурмовая авиационная дивизия            |            |
| 16.04.1944 г. | 1-й Белорусский фронт                           | 16-я воздушная армия |                                   | 2-я гвардейская штурмовая авиационная дивизия            |            |
| 10.06.1945 г. | Группа советских оккупационных войск в Германии | 16-я воздушная армия | 6-й штурмовой авиационный корпус  | 2-я гвардейская штурмовая авиационная дивизия            |            |
| 20.02.1949 г. | Группа советских оккупационных войск в Германии | 24-я воздушная армия | 75-й штурмовой авиационный корпус | 114-я гвардейская штурмовая авиационная дивизия          |            |
| 01.08.1956 г. | ПВО страны                                      | Киевская армия ПВО   |                                   | 161-я гвардейская истребительная авиационная дивизия ПВО |            |
| 01.10.1956 г. | ПВО страны                                      | Киевская армия ПВО   |                                   |                                                          |            |

## Участие в операциях и битвах

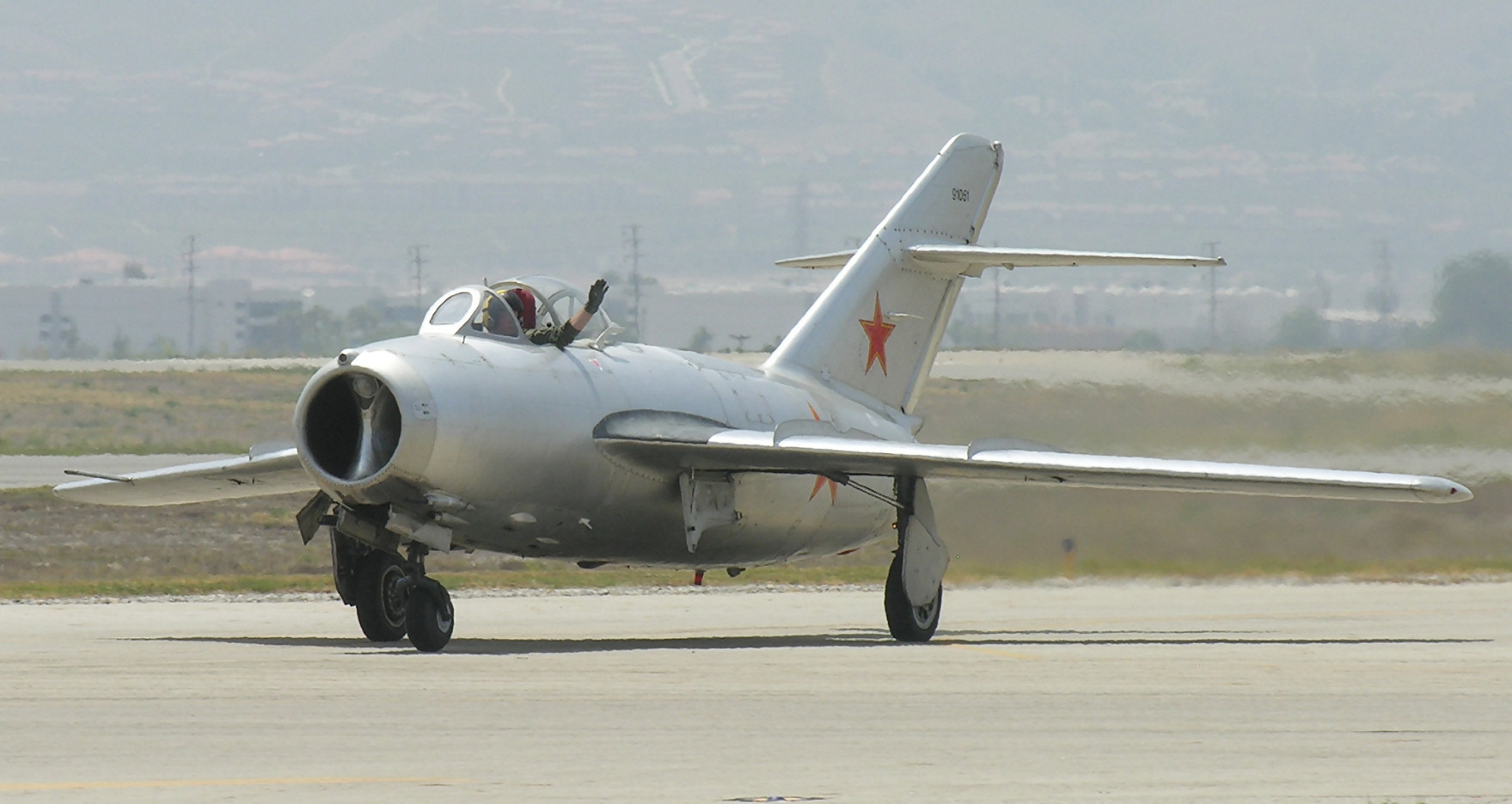
Истребитель МиГ-15 поступил на вооружение полка в 1956 году. Полк стал истребительным. На фото показан самолёт МиГ-15, принадлежащий частному лицу, Калифорния, 2007 год.

- Воздушная операция ВВС РККА по уничтожению немецкой авиации на аэродромах в мае 1943 года — с 6 мая 1943 года по 8 мая 1943 года.
- Курская битва
  - Орловская операция «Кутузов» — с 12 июля 1943 года по 18 августа 1943 года.
- Битва за Днепр:
  - Черниговско-Припятская операция — с 26 августа 1943 года по 30 сентября 1943 года.
- Гомельско-Речицкая наступательная операция — с 10 ноября 1943 года по 30 ноября 1943 года.
- Калинковичско-Мозырская наступательная операция — с 8 января 1944 года по 30 января 1944 года.
- Рогачёвско-Жлобинская наступательная операция — с 21 февраля 1944 года по 26 февраля 1944 года.
- Белорусская стратегическая наступательная операция (Операция «Багратион»):
  - Бобруйская наступательная операция — с 24 июня 1944 года по 29 июня 1944 года.
  - Минская наступательная операция — с 29 июня 1944 года по 4 июля 1944 года.
  - Люблин-Брестская наступательная операция — с 18 июля 1944 года по 2 августа 1944 года.
- Сероцкая наступательная операция — с 30 августа 1944 года по 2 ноября 1944 года.
- Висло-Одерская стратегическая наступательная операция
  - Варшавско-Познанская наступательная операция — с 14 января 1945 года по 3 февраля 1945 года.
- Боевые действия по удержанию и расширению плацдарма в районе Кюстрина — с 3 февраля 1945 года по 30 марта 1945 года.
- Восточно-Померанская стратегическая наступательная операция
  - Арнсвальде-Кольбергская наступательная операция — с 1 марта 1945 года по 18 марта 1945 года.
  - Альтдамская наступательная операция — с 18 марта 1945 года по 4 апреля 1945 года.
- Берлинская стратегическая наступательная операция
  - Зееловско-Берлинская наступательная операция — с 16 апреля 1945 года по 2 мая 1945 года.
  - Бранденбургско-Ратеновская наступательная операция — с 3 мая 1945 года по 8 мая 1945 года.

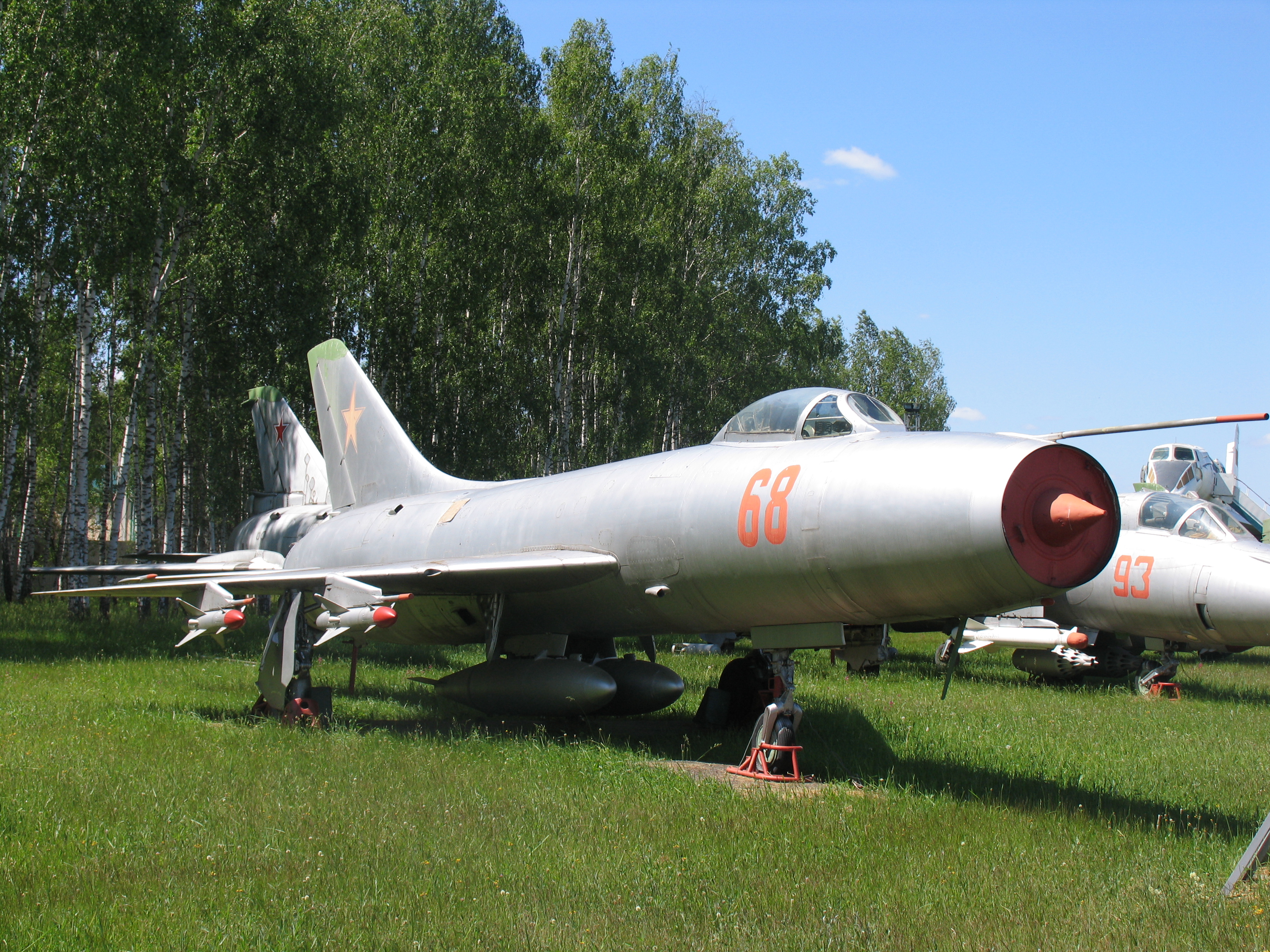
Истребитель Су-9 поступил на вооружение полка в 1960 году. На фото показан самолёт Су-9 в Центральном музее ВВС.

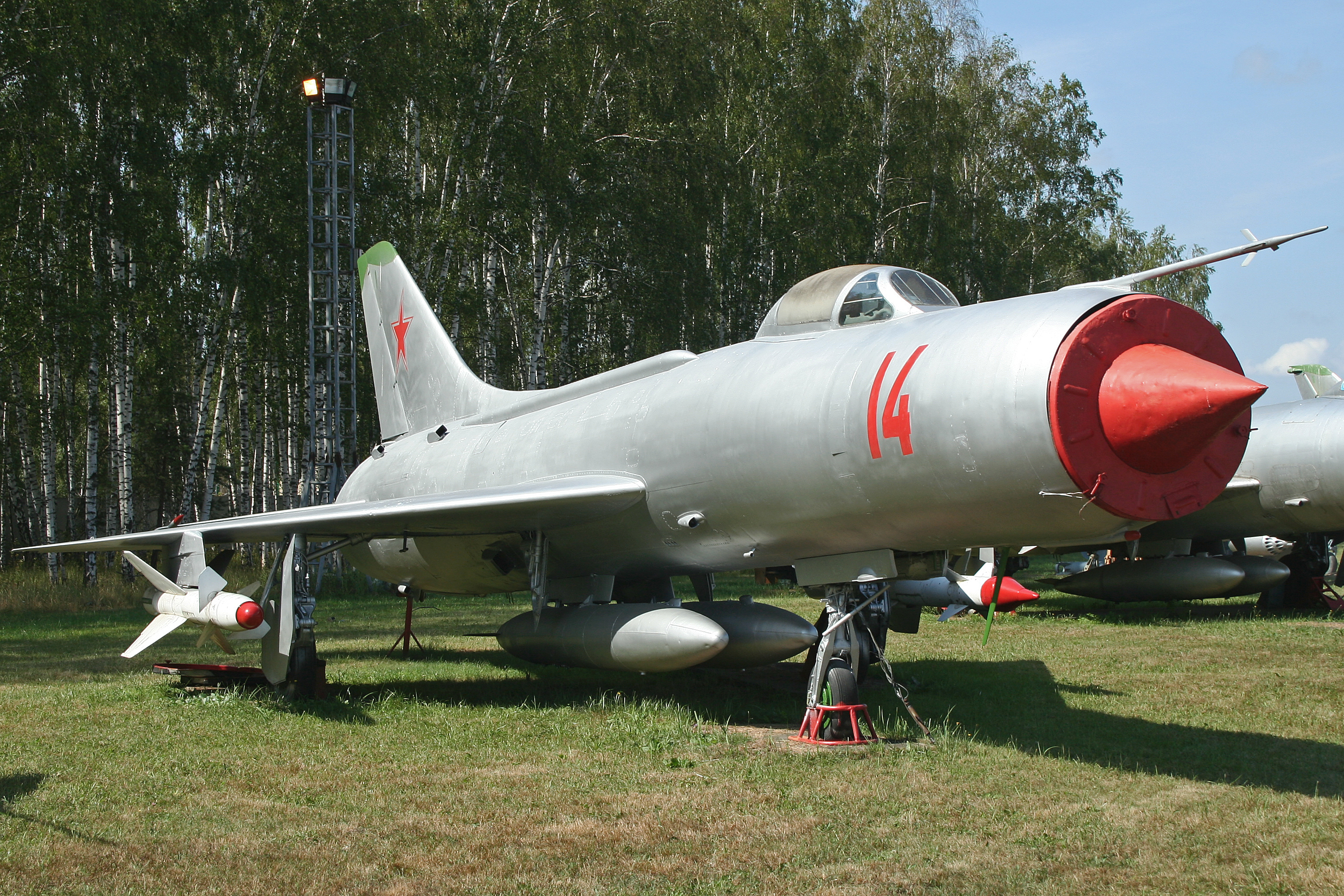
Истребитель Су-11 поступил на вооружение полка в 1964 году на смену Су-9. На фото показан самолёт Су-11 в Центральном музее ВВС.

## Награды
- 59-й гвардейский штурмовой авиационный полк за образцовое выполнение заданий командования на фронте борьбы с немецкими захватчиками и проявленные при этом доблесть и мужество Указом Президиума Верховного Совета СССР от 2 сентября 1943 года награждён орденом «Красного Знамени»[5].
- 59-й гвардейский штурмовой авиационный Барановичский Краснознамённый полк за образцовое выполнение заданий командования в боях с немецкими захватчиками при овладении городами Ратенов, Шпандау, Потсдам и проявленные при этом доблесть и мужество Указом Президиума Верховного Совета СССР от 28 мая 1945 года награждён орденом «Суворова III степени»[6]..

## Почетные наименования
- 59-й гвардейский штурмовой авиационный полк за овладение за овладение городом Барановичи и Барановичским укреплённым районом приказом Верховного Главнокомандующего 8 июля 1944 года и приказом народного комиссара обороны № 0225 от 27 июля 1944 года присвоено почётное наименование «Барановичский»[7].

## Благодарности Верховного Главнокомандующего
Воинам полка в составе 2-й гвардейской штурмовой дивизии объявлены благодарности Верховного Главнокомандующего:
- За отличие при прорыве сильно укреплённой полосы обороны противника в районе Севска, стремительное наступление и овладение городами Севск, Глухов и Рыльск, вступление на Северную Украину[8].
- За отличие в боях при форсировании реки Десна и за овладение городом Чернигов[9].
- За отличие в боях за овладение городом Речица — крупным узлом коммуникаций и важным опорным пунктом обороны немцев на правом берегу среднего течения Днепра[10].
- За прорыв обороны немцев на бобруйском направлении, юго-западнее города Жлобин и севернее города Рогачёв[11].
- За отличие в боях при овладении городом и крупной железнодорожной станцией Бобруйск — важным узлом коммуникаций и мощным опорным пунктом обороны немцев, прикрывающим направления на Минск и Барановичи[12].
- За отличие в боях при овладении городом Барановичи и Барановичским укреплённым районом[7].
- За отличия в боях в наступлении из района Ковеля, при прорыве сильно укреплённой обороны немцев и при продвижении за три дня наступательных боёв вперёд до 50 километров, при расширении прорыва до 150 километров по фронту, при занятии более 400 населённых пунктов, в том числе крупных населённых пунктов Ратно, Малорыта, Любомль, Опалин и выходе к реке Западный Буг[13].
- За отличие в боях при овладении областным центром Белоруссии городом и крепостью Брест (Брест-Литовск) — оперативно важным железнодорожным узлом и мощным укреплённым районом обороны немцев на варшавском направлении[14].
- За отличие в боях при овладении крепостью Прага — предместьем Варшавы и важным опорным пунктом обороны немцев на восточном берегу Вислы[15].
- За отличие в боях при овладении городом Варшава — важнейшим стратегическим узлом обороны немцев на реке Висла[16].
- За отличие в боях при овладении городами Лодзь, Кутно, Томашув (Томашов), Гостынин и Ленчица[17].
- За отличие в боях при овладении городом и крепостью Познань — стратегически важным узлом обороны немцев на берлинском направлении[18].
- За отличие в боях при овладении городами Франкфурт-на-Одере, Вандлитц, Ораниенбург, Биркенвердер, Геннигсдорф, Панков, Фридрихсфелъде, Карлсхорст, Кёпеник и вступление в столицу Германии город Берлин[19].
- За отличие в боях по завершению окружения Берлина и за отличие в боях при овладении городами Науен, Эльшталь, Рорбек, Марквардт[20].
- За отличие в боях при овладении городами Ратенов, Шпандау, Потсдам — важными узлами дорог и мощными опорными пунктами обороны немцев в Центральной Германии[21].
- За отличие в боях при штурме и овладении городом Бранденбург — центром Бранденбургской провинции и мощным опорным пунктом обороны немцев в Центральной Германии[22];
- За отличие в боях при разгроме берлинской группы немецких войск овладением столицы Германии городом Берлин — центром немецкого империализма и очагом немецкой агрессии[23].

## Отличившиеся воины

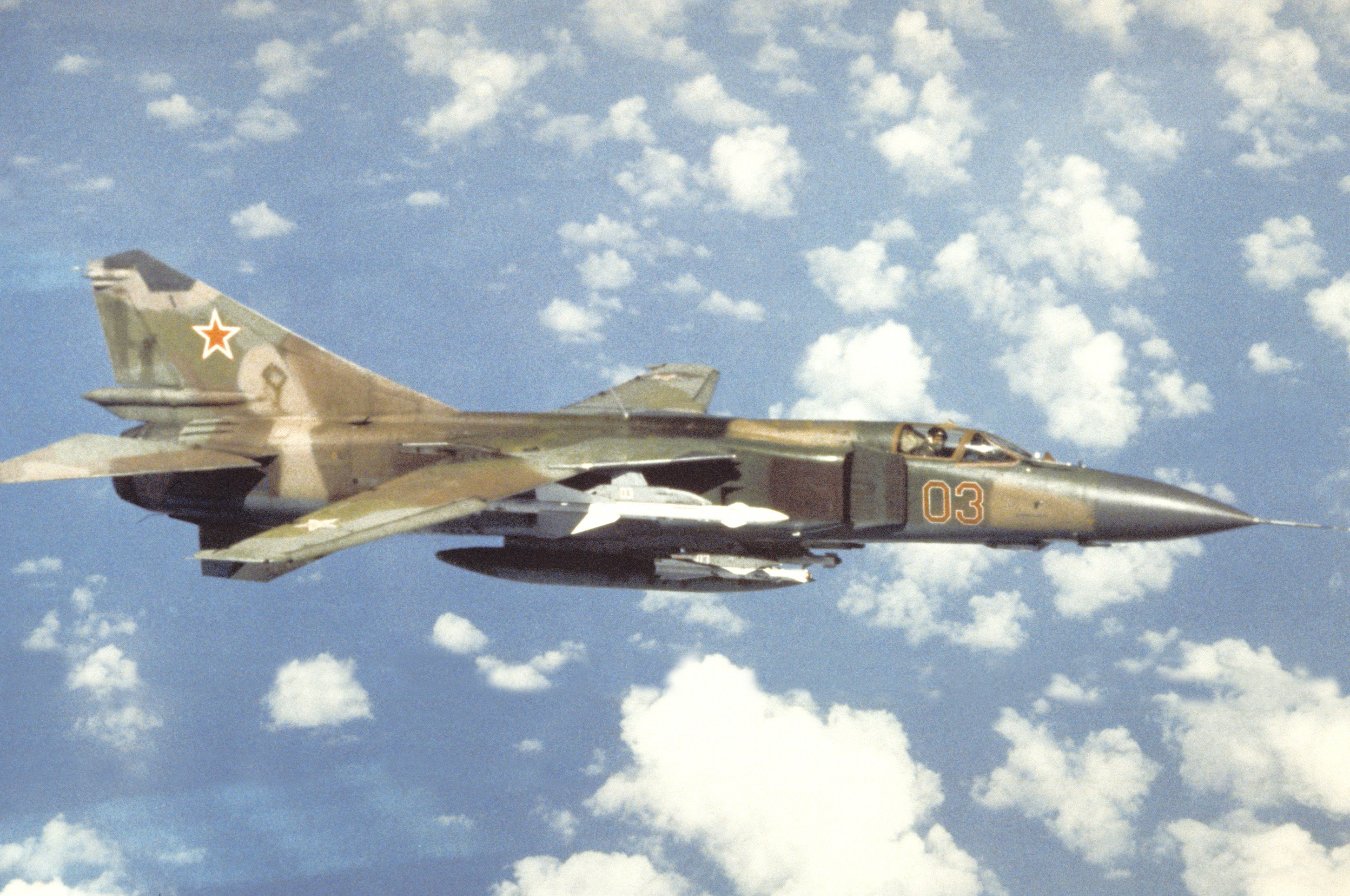
На смену Су-11 в 1981 году на вооружение полка поступил истребитель МиГ-23МЛД/МЛА.

### Герои Советского Союза
- Указом Президиума Верховного Совета СССР от 13 апреля 1944 года Бондарь Александр Афанасьевич, гвардии капитан, командир эскадрильи 59-го гвардейского штурмового авиационного полка 2-й гвардейской штурмовой авиационной дивизии 16-й воздушной армии удостоен звания Герой Советского Союза. Посмертно.
- Указом Президиума Верховного Совета СССР от 1 июля 1944 года Зыков Юрий Николаевич, гвардии старший лейтенант, заместитель командира эскадрильи 59-го гвардейского штурмового авиационного полка 2-й гвардейской штурмовой авиационной дивизии 16-й воздушной армии удостоен звания Герой Советского Союза. Посмертно.
- Указом Президиума Верховного Совета СССР от 23 февраля 1945 года Иванов Николай Васильевич, гвардии лейтенант, старший лётчик 59-го гвардейского штурмового авиационного полка 2-й гвардейской штурмовой авиационной дивизии 16-й воздушной армии удостоен звания Герой Советского Союза. Золотая Звезда № 5987.
- Указом Президиума Верховного Совета СССР от 13 апреля 1944 года Кадомцев Анатолий Иванович, гвардии капитан, командир эскадрильи 59-го гвардейского штурмового авиационного полка 2-й гвардейской штурмовой авиационной дивизии 16-й воздушной армии удостоен звания Герой Советского Союза. Посмертно.
- Указом Президиума Верховного Совета СССР от 13 апреля 1944 года Копаев Григорий Иванович, гвардии майор, штурман 59-го гвардейского штурмового авиационного полка 2-й гвардейской штурмовой авиационной дивизии 16-й воздушной армии удостоен звания Герой Советского Союза. Золотая Звезда № 3390.
- Указом Президиума Верховного Совета СССР от 15 мая 1946 года Милюков Владимир Александрович, гвардии старший лейтенант, командир звена 59-го гвардейского штурмового авиационного полка 2-й гвардейской штурмовой авиационной дивизии 16-й воздушной армии 2-й гвардейской штурмовой авиационной дивизии 16-й воздушной армии удостоен звания Герой Советского Союза. Золотая Звезда № 7054.
- Указом Президиума Верховного Совета СССР от 23 февраля 1945 года Россохин Борис Гаврилович, гвардии старший лейтенант, командир звена 59-го гвардейского штурмового авиационного полка 2-й гвардейской штурмовой авиационной дивизии 16-й воздушной армии удостоен звания Герой Советского Союза. Золотая Звезда № 5331.
- Указом Президиума Верховного Совета СССР от 1 июля 1944 года Скляров Максим Гаврилович, гвардии подполковник, командир 59-го гвардейского штурмового авиационного полка 2-й гвардейской штурмовой авиационной дивизии 16-й воздушной армии удостоен звания Герой Советского Союза. Золотая Звезда № 3048.
- Указом Президиума Верховного Совета СССР от 23 февраля 1945 года Тваури Георгий Иванович, гвардии старший лейтенант, командир звена 59-го гвардейского штурмового авиационного полка 2-й гвардейской штурмовой авиационной дивизии 16-й воздушной армии удостоен звания Герой Советского Союза. Золотая Звезда № 7404.

## Воины полка, совершившие огненный таран
Огненный таран совершили:
- 21 февраля 1944 года экипаж в составе командира эскадрильи гвардии майора Кадомцева Анатолия Ивановича и воздушного стрелка гвардии старшины Турутина Ивана Матвеевича. Белорусская ССР, город Рогачев — город Бобруйск, в районе Tелоруссия, Могилевская область Бобруйский район. Посмертно 13 апреля 1944 года гвардии майор Кадомцев удостоен звания Герой Советского Союза.

## Базирование полка
| Период               | Место базирования                 |
| -------------------- | --------------------------------- |
| 04.1945 — 01.07.1945 | Финов, Германия                   |
| 01.07.1945 — 08.1949 | Дрезден-Клоче, Германия           |
| 08.1949 — 01.1951    | Альтес-Лагер, Германия            |
| 01.1951 — 10.1951    | Дальгов, Германия                 |
| 10.1951 — 12.1952    | Флугплац-Дессау, Германия         |
| 12.1952 — 05.1954    | Брандис, Германия                 |
| 05.1954 — 08.1956    | Финстервальде, Германия           |
| 08.1956 — 10.1956    | Сталино, Донецк                   |
| 10.1956 — 1991       | Приволжский, Астраханская область |